# Vedøya
Vedøya est une île norvégienne des îles Lofoten, située dans la commune de Røst du comté de Nordland. L'île a une superficie de 0,9 km2 et est inhabitée.

### Webographie
- Sofie Retterstøl Olaisen (2021-07-04) Sjøfuglen forsvinn frå Lofoten – havtemperaturen får skulda. NRK